# Cayuga Heights
Cayuga Heights est un village du comté de Tompkins, dans l'État de New York, aux États-Unis,. En 2010, il compte une population de 3 729 habitants.

## Démographie
Lors du recensement de 2010, le village comptait une population de 3 729 habitants, tandis qu'en 2019, elle est estimée à 3 604 habitants.